# Солманское
Солманское — деревня в Череповецком районе Вологодской области.
Входит в состав Тоншаловского сельского поселения, с точки зрения административно-территориального деления — в Тоншаловский поссовет.
Расстояние по автодороге до районного центра Череповца — 11 км, до центра муниципального образования Тоншалово — 1 км. Ближайшие населённые пункты — Антоново, Горка, Тоншалово.
По переписи 2002 года население — 104 человека (58 мужчин, 46 женщин). Преобладающая национальность — русские (99 %).